# Theodore Roosevelt Island
Theodore Roosevelt Island je ostrov a národní památník na řece Potomac ve Washingtonu, D.C. 
Ostrov darovala federální vládě Společnost Theodora Roosevelta a ostrov nyní patří pod správu National Park Service. Památník má charakter přírodního parku protkaného stezkami. Roosevelta socha stojí na náměstíčku uprostřed parku.
Krajinní architekti proměnili ve 30. letech 20. století zanedbaný Masonův ostrov na Ostrov Theodora Roosevelta, památník 26. prezidentovi. Koncipovali památník jako les, který napodobuje ten, který kdysi pokrýval ostrov. Kilometry stezek vedoucích po zalesněných kopcích a bažinatými nížinami je poctou dědictví velkého milovníka a ochránce přírody Roosevelta.
Na ostrov nemají přístup auta ani cyklisté, vede tam pouze lávka pro pěší.

## Dějiny
Ostrov má barvitou historii — v druhé polovině 17. století byl krátce obýván indiány, v 18. století byl majetkem rodiny Masonů, která si zde vybudovala panské sídlo a dala ostrovu své jméno (v pořadí již několikáté), v 19. století byl na ostrově zřízen výcvikový tábor americké pěchoty.
Po vyhlášení války proti Španělsku v roce 1898 se na ostrově prováděla řada tajných experimentů s elektrickým zapalováním dynamitu a jovitu. Pokusy vedl chemik Charles Edward Munroe z Kolumbijské university. Monroeovy pokusy zkoumaly používání výbušnin pro hloubení vodních koryt a budování silnic a pro zefektivnění budování vojenských objektů.

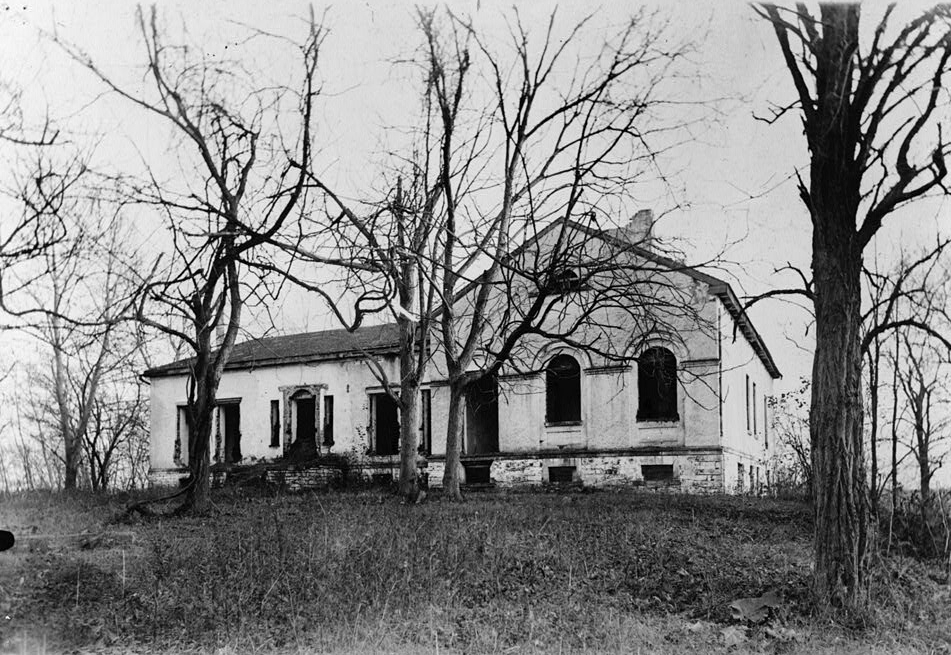
Zednářský dům z 19. století
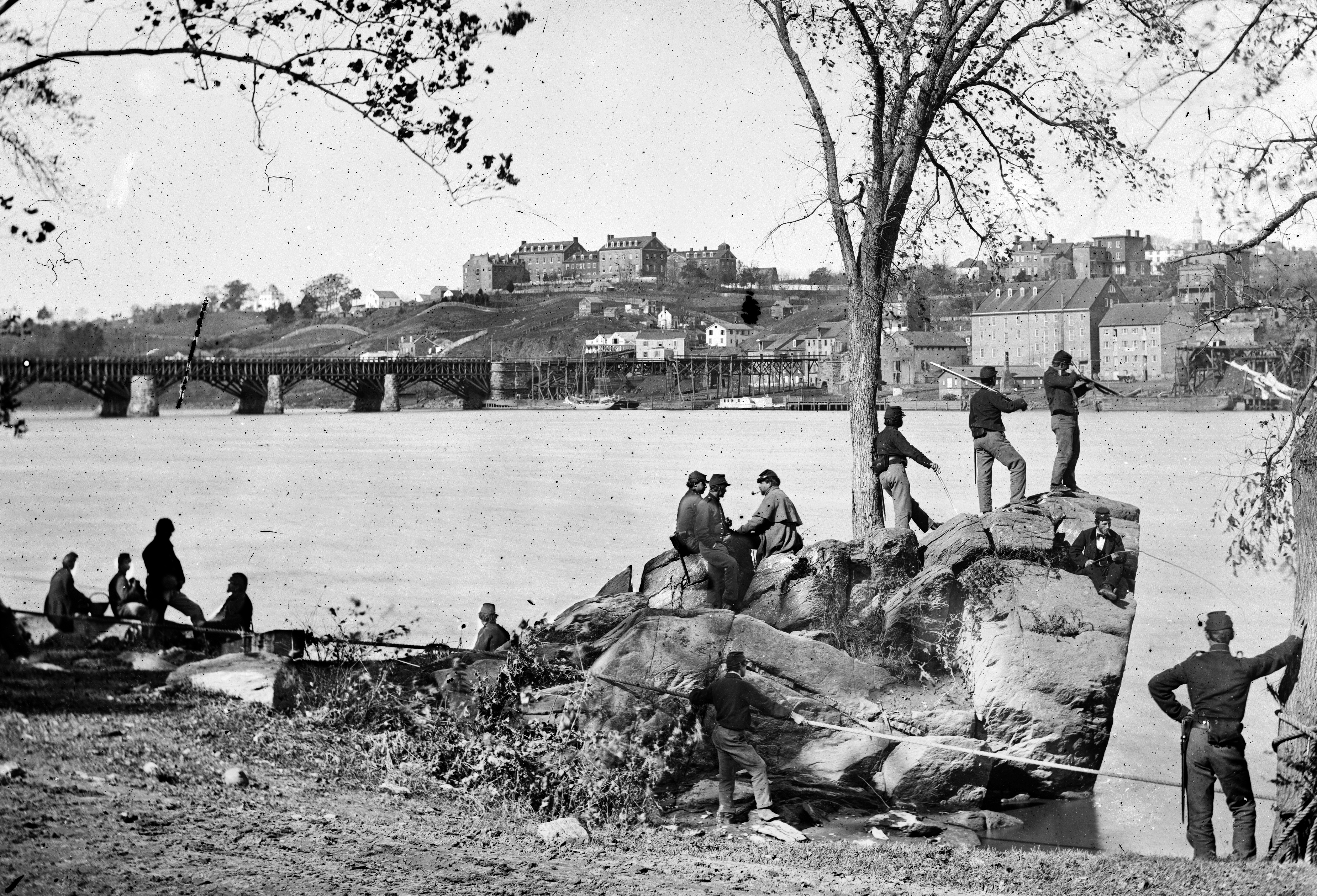
Vojáci Unie na Rooseveltově ostrově v roce 1861
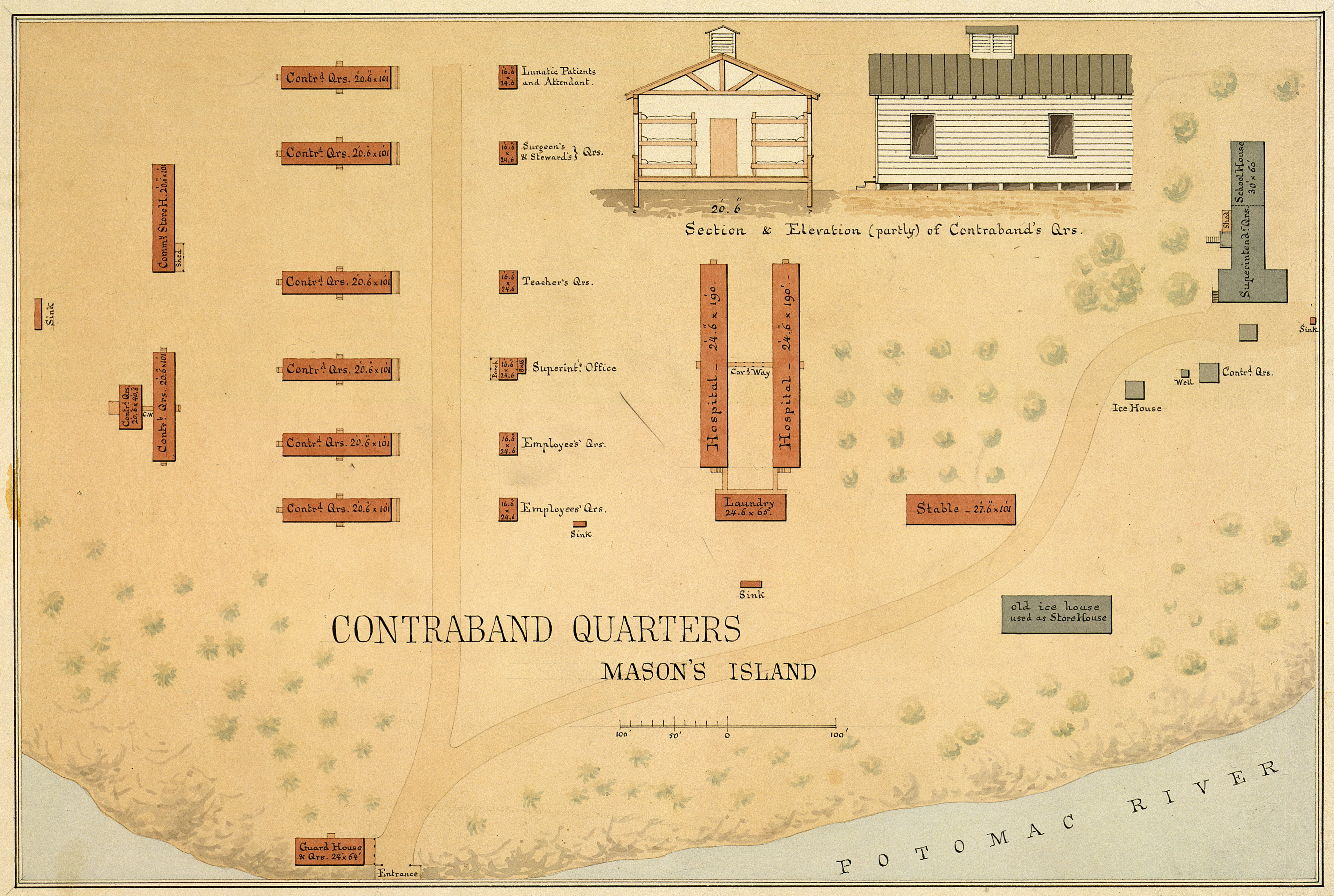
Contbandband Quarters na Rooseveltově ostrově

## Galerie

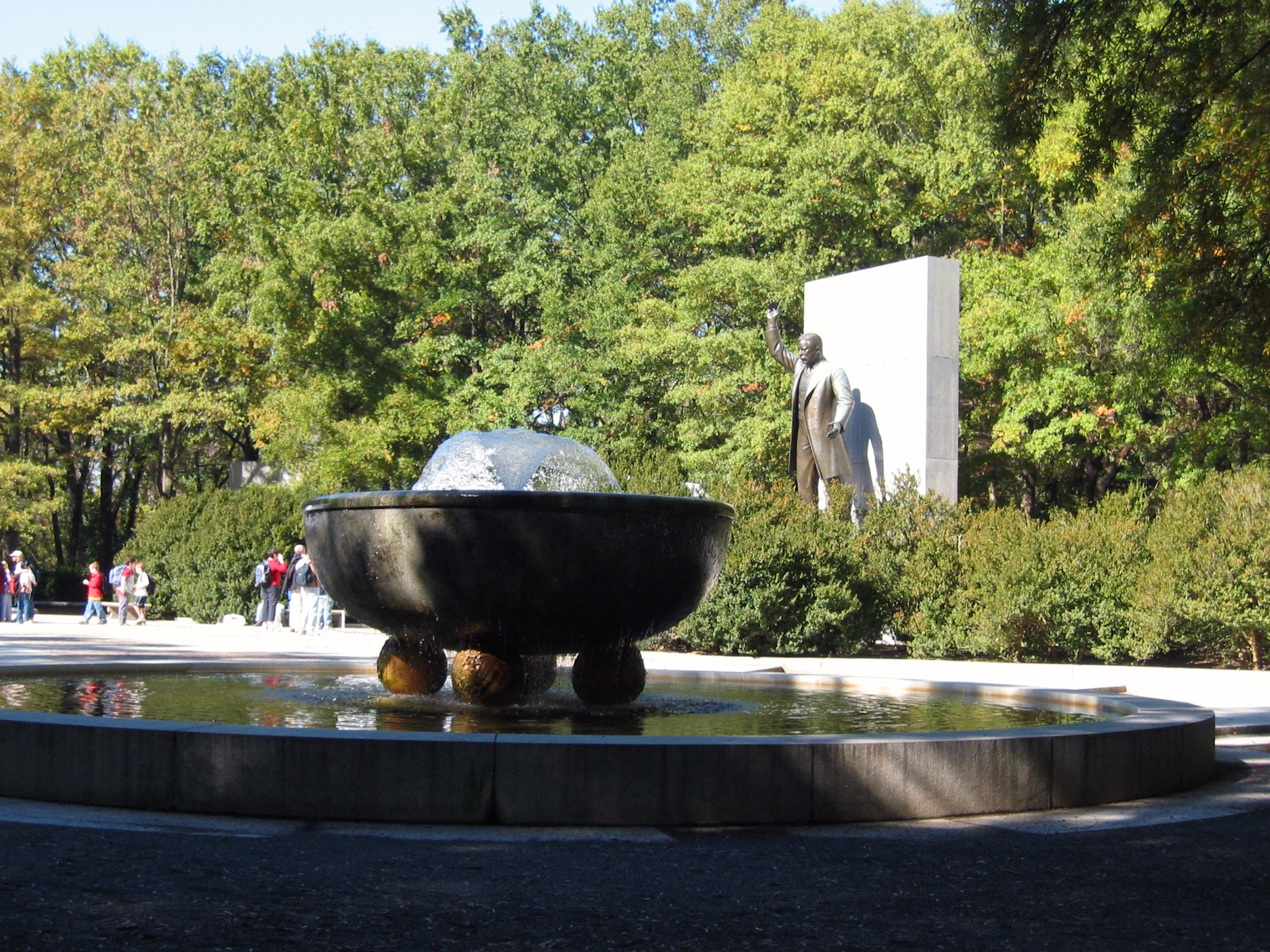
Fontána a socha v pozadí
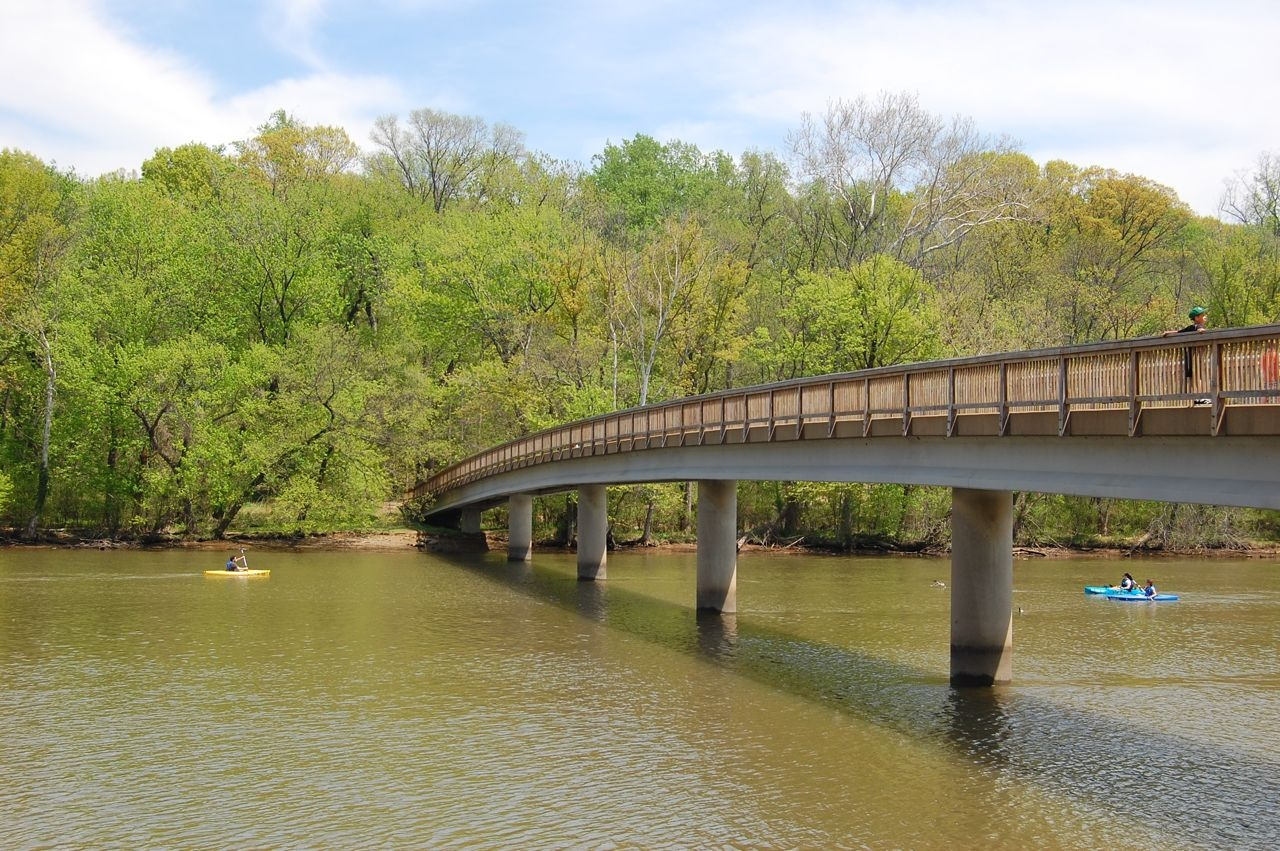
Lávka pro pěší

## V populární kultuře
- Ve filmu 2014 Kapitán Amerika: Zimní voják byl Rooseveltův ostrov místo, kde byl umístěn Triskelion, ředitelství smyšlené špionážní agentury SHIELD . [6]